# Liste von Bergen und Erhebungen in Libyen
Dies ist eine Liste von Bergen und Erhebungen in Libyen:
| Höhe   | Name                     | Region | Koordinate            | Bemerkung        |
| ------ | ------------------------ | ------ | --------------------- | ---------------- |
| 2267 m | Bikku Bitti              |        | 22° 00′ N, 019° 09′ O | höchste Erhebung |
| 1934 m | Jabal al ‘Uwaynāt        |        | 21° 55′ N, 024° 59′ O |                  |
| 0912 m | Ra’s Zaghwān             |        | 32° 02′ N, 013° 11′ O |                  |
| 0888 m | Ra’s al Wādī             |        | 32° 04′ N, 012° 51′ O |                  |
| 0848 m | Ra’s Sāqiyat al ‘Uwaynah |        | 32° 01′ N, 013° 01′ O |                  |
| 0813 m | Jabal al-Hasawna         |        | 28° 15′ N, 014° 00′ O |                  |
| 0753 m | Ra’s Bībal               |        | 32° 08′ N, 013° 14′ O |                  |
| 0733 m | Jabal Sabriyāl           |        | 32° 10′ N, 013° 03′ O |                  |
| 0733 m | Ru’ūs ad Dabābīn         |        | 32° 03′ N, 013° 30′ O |                  |
| 0718 m | Ra’s ad Duraybīkah       |        | 32° 08′ N, 013° 10′ O |                  |
| 0713 m | Jabal Takūt              |        | 32° 13′ N, 013° 02′ O |                  |